# Тар-ле-О
Тар-ле-О (фр. Tart-le-Haut) — коммуна во Франции, находится в регионе Бургундия. Департамент коммуны — Кот-д’Ор. Входит в состав кантона Женли. Округ коммуны — Дижон.
Код INSEE коммуны — 21623.

## Население
Население коммуны на 2010 год составляло 1389 человек.
| 1962 | 1968 | 1975 | 1982 | 1990 | 1999 | 2010 |
| ---- | ---- | ---- | ---- | ---- | ---- | ---- |
| 201  | 215  | 205  | 405  | 702  | 811  | 1389 |

## Экономика
В 2010 году среди 913 человек трудоспособного возраста (15—64 лет) 723 были экономически активными, 190 — неактивными (показатель активности — 79,2 %, в 1999 году было 71,9 %). Из 723 активных жителей работали 678 человек (353 мужчины и 325 женщин), безработных было 45 (22 мужчины и 23 женщины). Среди 190 неактивных 87 человек были учениками или студентами, 67 — пенсионерами, 36 были неактивными по другим причинам.